# Gare d'Eidsvoll Verk
La gare d'Eidsvoll Verk se situe dans la commune norvégienne d'Eidsvoll et fait partie de la Gardermobanen.

## Situation ferroviaire
La gare est située au (PK) 63,30.

## Histoire
La gare a été construite en 1998 par l'architecte A. Henriksen et mise en service le 22 août 1999 lorsque la ligne locale Eidsvoll-Kongsberg a emprunté la ligne Gardermobanen.

## Service des voyageurs

### Accueil
La gare possède un parking de 229 places (dont 4 pour les personnes à mobilité réduite) ainsi qu'un parking à vélo.
La gare est équipée d'automates et d'aubettes sur les quais.

### Desserte
La gare est desservie par des trains moyennes distances et des trains locaux.
Moyenne distance :
- R11 : Skien-Oslo-Eidsvoll

Trafic local :
- L12 : Kongsberg-Oslo-Eidsvoll

### Intermodalité
Une station de taxi et un arrêt de bus nommé sont situés devant la gare.